# Općina Gorje
Općina Gorje (slo.:. Občina Gorje) je općina u sjeverozapadnoj Sloveniji u pokrajini Gorenjskoj i statističkoj regiji Gorenjskoj. Središte općine je naselje Zgornje Gorje s 532 stanovnika.Općina Gorje nastala je 2006. godine izdvajanjem iz općine Bled.

## Naselja u općini
Grabče, Krnica, Mevkuž, Perniki, Podhom, Poljšica pri Gorjah, Radovna, Spodnje Gorje, Spodnje Laze, Višelnica, Zgornje Gorje, Zgornje Laze

## Vanjske poveznice
- Stranica općine  Arhivirana inačica izvorne stranice od 11. veljače 2010. (Wayback Machine)